# Pomorska Góra Piasku
Pomorska Góra Piasku – nieoficjalna nazwa nasypu piaskowego o wysokości do 245 m n.p.m. w powiecie szczecineckim, w gminie Biały Bór. Znajduje się w Dolinie Gwdy, pomiędzy osadą Biały Dwór a jeziorem Cieszęcino.
Jest to sztuczne wzniesienie usypane z piasku, powstałe po wydobyciu kruszywa mineralnego. Maksymalna wysokość względna 65,5 m. Zwałowisko ma wymiary: długość ok. 600 m, szerokość ok. 200 m. Urząd miejski oszacował, że na zwałowisku znajduje się ok. 8 milionów ton piasku. Dane z lotniczego skaningu laserowego, pozyskane 7 marca 2012 roku, wskazują na mniejszą wysokość bezwzględną nasypu – 230,4 m n.p.m.
Pomorska Góra Piasku jest niekiedy błędnie uznawana za najwyższe wzniesienie województwa zachodniopomorskiego. Jako najwyższy punkt województwa podawana bywa, również mylnie, góra Rozwaliny, która jednak znajduje się w województwie pomorskim i ma wysokość 239 m n.p.m., albo Góra Złocień (o wysokości 231/233 m n.p.m.). W rzeczywistości najwyższym wzniesieniem województwa zachodniopomorskiego jest Góra Krajoznawców o wysokości 247,5 m n.p.m. (według pomiarów lidarowych 244,7 m n.p.m.) koło osad Kosobudy i Bagniewko.